# Shoalhaven River
La Shoalhaven River est un fleuve dans la région de la South Coast de la Nouvelle-Galles du Sud, en Australie, qui se jette dans l'océan Pacifique.

## Géographie
D'une longueur de 327 km, elle prend sa source sur le versant est de la cordillère australienne à environ 350 kilomètres au sud-est de Sydney. Elle coule d'abord vers le nord dans un plateau de pâturage près de la ville de Braidwood. Elle se creuse ensuite un trajet dans un canyon à l'est de Goulburn et rejoint la plaine côtière à Nowra dans la région de Shoalhaven où elle est enjambée par le Nowra Bridge. Elle se jette dans l'océan Pacifique à Shoalhaven Heads à environ 150 kilomètres au sud de Sydney.

## Aménagements
Le barrage de Tallowa Dam est le seul barrage important sur la Shoalhaven et fait partie du Shoalhaven Scheme. Il forme le lac Yarrunga et fournit de l'eau à la ville de Sydney. Une partie de l'eau est pompée vers le lac Burragorang dans les Southern Highlands. Le projet de construire une plus grande réserve d'eau à Welcome Reef a été mis en suspens.
La Shoalhaven River et son principal affluent, la Kangaroo River étaient autrefois célèbres comme zone de pêche du bar australien. Malheureusement le Tallowa Dam a bloqué la migration du poisson et diminué sa population  de plus de 80 %. De plus l'introduction illégale de carpes exotiques qui a fortement proliféré a encore réduit la population piscicole indigène.

## Source
Gehrke, P.C., Gilligan, D.M. & Barwick, M. (2002)  Changes in fish communities of the Shoalhaven River 20 years after construction of Tallowa Dam, Australia. River Research and Applications 18: 265–286.